# Немој да звоцаш
Немој да звоцаш је српска телевизијска серија која се снимала 2016. и приказивала се на Првој телевизији.

## Радња
Тв серија на комичан начин приказује заједнички живот три пара: младог, који тек започиње живот под истим кровом, средовечног, који је усред "кризе средњих година" и зрелог, који дели добро и зло већ 45 година. Кроз призму сваког пара гледаоци ће се на духовит начин сусрести са радостима и "мукама" свакодневнице у двоје.
Наставница у пензији Симка (Сека Саблић) и полицајац у пензији Бата (Боро Стјепановић) живе свих 45 година заједно под паролом "ко се воли, тај се бије!". Иначе, они су најзрелији пар.
Средовечни брачни пар провинцијалаца Марина (Милена Васић) и Илија (Љубомир Бандовић) управо је из Београда испратио сина јединца на студије глуме чак у Нови Сад и коначно, после толико година, поново остао сам негде између среће и панике!
Пошто је Боки (Урош Јаковљевић) из најмлађег пара остао без посла и новца за самостални живот, одлучује да живи под истим кровом са својом изабраницом Нином (Милена Живановић). На комичан начин проживљавамо њихове авантуре.
Слађа (Христина Поповић) и Мило (Петар Стругар) се усељавају у Нинин и Бокијев стан као подстанари јер је Боки постао ди-џеј на Ибици па је са Нином отишао тамо. Мило је Црногорац, Батин сестрић из Голубоваца, који је дошао у Београд да студира права а није макао даље од прве године и клуба Бонафидес и по занимању је шанер. Слађа је фризерка чији су клијенти познате личности и Марина Глишић којој даје савете како да добије од Илије оно што хоће наводећи свој пример. Због њене трудноће она почиње заједнички живот са Милом. Кључ проблема је у томе што је Мило лудо заљубљен у Слађу подједнако као у своју слободу и стално врда по питању брака са њом.

## Улоге

### Главне
| Глумац:          | Улога:                               |
| ---------------- | ------------------------------------ |
| Боро Стјепановић | Данило − Бата Вуковић                |
| Сека Саблић      | Симка Вуковић                        |
| Љубомир Бандовић | Илија „Громовник" Глишић             |
| Милена Васић     | Марина Глишић                        |
| Урош Јаковљевић  | Бојан “Боки” Жутић (Епизоде 1-38)    |
| Милена Живановић | Николина “Нина” Пешић (Епизоде 1-38) |
| Петар Стругар    | Мило Голубовић (Епизоде 39-)         |
| Христина Поповић | Слађана „Слађа” Бабић (Епизоде 39-)  |

### Епизодне
- Бранка Петрић као Живка, Симкина другарица
- Олга Одановић као Босиљка − Боса Глишић, Илијина мајка и Маринина свекрва
- Петар Стругар као Ћоми, Бојанов најбољи друг
- Нина Јанковић као Маша, Нинина трудна најбоља другарица
- Јована Балашевић као Ева, Симкина кућна помоћница
- Сара Јовановић као Кристина, Бокијева бивша девојка
- Лидија Вукићевић као Мицка (Мирослава), Маринина другарица
- Нела Михаиловић као Загорка Грбић, мајка Јабуке, „девојке за једно лето” Марининог и Илијиног сина Мише (Милоша)
- Ана Кокић као Ана Кокић, Слађина муштерија из света познатих
- Власта Велисављевић као др Луне, Батин пријатељ из времена службе
- Аца Лукас као Богдан Бошковић, министар културе и Милова муштерија
- Милан Калинић као Кики, Милов друг који навија за „Црвену звезду”, за разлику од Мила који обожава „Партизан”
- Бојана Стефановић као Ивона, Маринина и Илијина позната комшиница која на Јутјубу води емисију о кувању

### Специјали
Свети Никола - Симка и Бата, Марина и Илија и Мило и Слађа се, свако на свој начин, спремају да прославе или да код неког славе (у случају Глишића) Светог Николу. Симка и Бата славе у свом стану а код Слађе и Мила ће доћи поп (Милош Самолов) да уради традиционални верски обред.
Дочек Нове Године - На дан дочека Нове године, сва три пара се састају у кући Слађе и Мила. Симка и Бата су од Миловог оца Сава добили задатак да дају Слађи напитак којим би њено још нерођено дете постало мушко јер женско не долази у обзир. Марина са Илијом долази код Слађе да покуша спасити своју новогодишњу фризуру која се смрскала уместо да добије на волумену. Када се сви окупе, Слађа непланирано почиње да се порађа што она одбија да учини пре удаје, У помоћ пристиже комшија матичар (Зоран Кесић) који је дошао да венча Слађану Бабић и Мила Голубовића.

## Локација
Локација снимања је Београд.

## Међународно приказивање
| Држава    | Телевизија | Приказивање                            |
| --------- | ---------- | -------------------------------------- |
| Србија    | Прва       | 12. септембар 2016 - 2. децембар 2016. |
| Црна Гора | Прва       | 12. септембар 2016 -                   |